# 斯洛博德斯科耶农村居民点
斯洛博德斯科耶农村居民点（俄语：Сельское поселение Слободское）是俄罗斯联邦沃洛格达州哈罗夫斯克区所属的一个农村居民点。其下辖有23个居民点，行政中心为阿尔祖比哈。据2015年统计，该农村居民点的人口为308人。